# Thaa atoll
Thaa atoll är en administrativ atoll i Maldiverna. Den ligger i den centrala delen av landet, den administrativa centralorten  Veymandoo ligger 225 km söder om huvudstaden Malé. Antalet invånare vid folkräkningen 2014 var 9 656.
Thaa atoll består av den geografiska atollen Kolhumaduluatollen som består av 66 öar, varav 13 är bebodda: Buruni, Dhiyamigili, Gaadhiffushi, Guraidhoo, Hirilandhoo, Kandoodhoo, Kinbidhoo, Madifushi, Omadhoo, Thimarafushi, Vandhoo, Veymandoo och Vilufushi.